# Guaza de Campos
Guaza de Campos település Spanyolországban, Palencia tartományban. Guaza de Campos Herrín de Campos, Frechilla, Villarramiel, Autillo de Campos, Villafrades de Campos, Boadilla de Rioseco, Mazuecos de Valdeginate és Cisneros községekkel határos. Lakosainak száma 55 fő (2024).

## Népesség
A település népessége az elmúlt években az alábbi módon változott:
| Lakosok száma | 74   | 68   | 59   | 62   | 68   | 61   | 59   | 60   | 56   | 55   |
|               | 2001 | 2004 | 2007 | 2009 | 2012 | 2014 | 2017 | 2019 | 2022 | 2024 |